# Braunerden
Die Klasse der Braunerden umfasst den Bodentyp: Braunerde
Braunerden sind gekennzeichnet durch die braune Farbe des Bv- Horizontes. Sie entstehen im gemäßigten humiden Klima auf silikatischem Gestein. Die Horizontfolge ist Ah (durch Anreicherung von Humus entstandener, oberer Mineralbodenhorizont) – Bv – C (allgemein für das Gestein).

## Entstehung
Braunerde entsteht ausgehend von einem Ranker (AhC-Böden) durch die Prozesse der Verbraunung und der Verlehmung. Im Bereich des Betriebes sind als Ausgangsmaterial lehmige Schluffe in Sedimentationsbereichen und Kalkstein in allen anderen Bereichen vorhanden.
Bei der Verbraunung oxidieren durch Verwitterung freigesetzte Eisenionen und bilden allmählich braungelb rötlich gefärbte Eisen(III)-oxid (Goethit), welche die Mineralkörnchen als feine Häutchen umhüllen. Dadurch entsteht die typische Farbe des Bv – Horizontes. Mit der Verbraunung ist ein zweiter Prozess eng verbunden. Bei der Verlehmung, d. h. Tonanreicherung, werden durch die hohe Bodenfeuchtigkeit Silikate verwittert. Dabei bilden sich neue Tonminerale.
Braunerden entwickeln sich bei basenreichen Braunerden weiter zu Parabraunerde und bei basenarmen Braunerden zu Podsol.

## Eigenschaften und Nutzung
Die Eigenschaften und damit auch die landwirtschaftliche Nutzung hängen stark mit dem vorhandenen Ausgangsmaterial zusammen. Das trifft besonders auf die Porenverteilung sowie den Wasser- und Lufthaushalt zu. Grundsätzlich kann gesagt werden, dass Braunerden sich leicht bearbeiten lassen und einen PH – Wert im mäßig bis stark sauren Bereich haben. Als Landwirtschaftliche Nutzung ist Ackerbau und Weide möglich.
Als natürliche Vegetation würde sich unter dem vorherrschenden Klima ein Mischwald aus Eichen, Rotbuche und Fichten einstellen.